# Rudy Powell
Rudy Powell, der sich später Musheed Karweem nannte (* 28. Oktober 1907 in New York City; † 30. Oktober 1976 ebenda), war ein US-amerikanischer Jazz-Musiker (Altsaxophon und Klarinette) des traditionellen Jazz und Swing.
Powell studierte erst Klavier und Violine, bevor er zu Klarinette und Saxophon wechselte. 1928 spielte er bei Gene Rodgers Revellers und danach bis 1931 bei Cliff Jacksons Krazy Kats. 1933 spielte er mit Rex Stewart und 1934 bis 1937 war er bei Fats Waller. Er arbeitete auch in den Bands von Claude Hopkins (1938/39), bei Andy Kirk (1940/41), Fletcher Henderson (1941/42), Don Redman (1943), Teddy Wilson, Edgar Hayes, Cab Calloway (1945 bis 1948), den Kansas City Seven von Jimmy Rushing und Lucky Millinder (1949 bis 1951); mit Billie Holiday und dem Buster Harding Orchestra (1949) sowie in der Al Sears Bigband (1953). Ende der 50er entstanden Bigband-Aufnahmen mit Jimmy Rushings Big Brass. Er war bis in die 1970er Jahre aktiv, zum Beispiel 1961/62 mit Ray Charles und 1965 bis 1969 mit den Saints and Sinners von Vic Dickenson und Red Richards.
Seine Klarinettenspielweise zeichnet sich durch ein extremes Growl aus, noch stärker als bei sei seinem Klarinetten-„Kollegen“ Ed Hall. Die Phrasierung nimmt ungewöhnliche Wendungen fast wie bei Pee Wee Russell, und auch seine für die Swingzeit ungewöhnlichen Töne, die die damals normalen Akkorde oft sprengten, sind ein Erkennungszeichen.